# Oceloryt
Oceloryt, ocelorytina, dříve označován též chalybografie nebo siderografie (angl. Steel engraving, něm. Stahlstich, fr. Gravure sur acier) patří mezi techniky hlubotisku. V 19. století byl využíván pro tvorbu knižních ilustrací, později hlavně pro strojový tisk bankovek, poštovních známek a jiných cenin. Jedná se o techniku reprodukční grafiky, ve volné grafické tvorbě se téměř nevyskytuje.

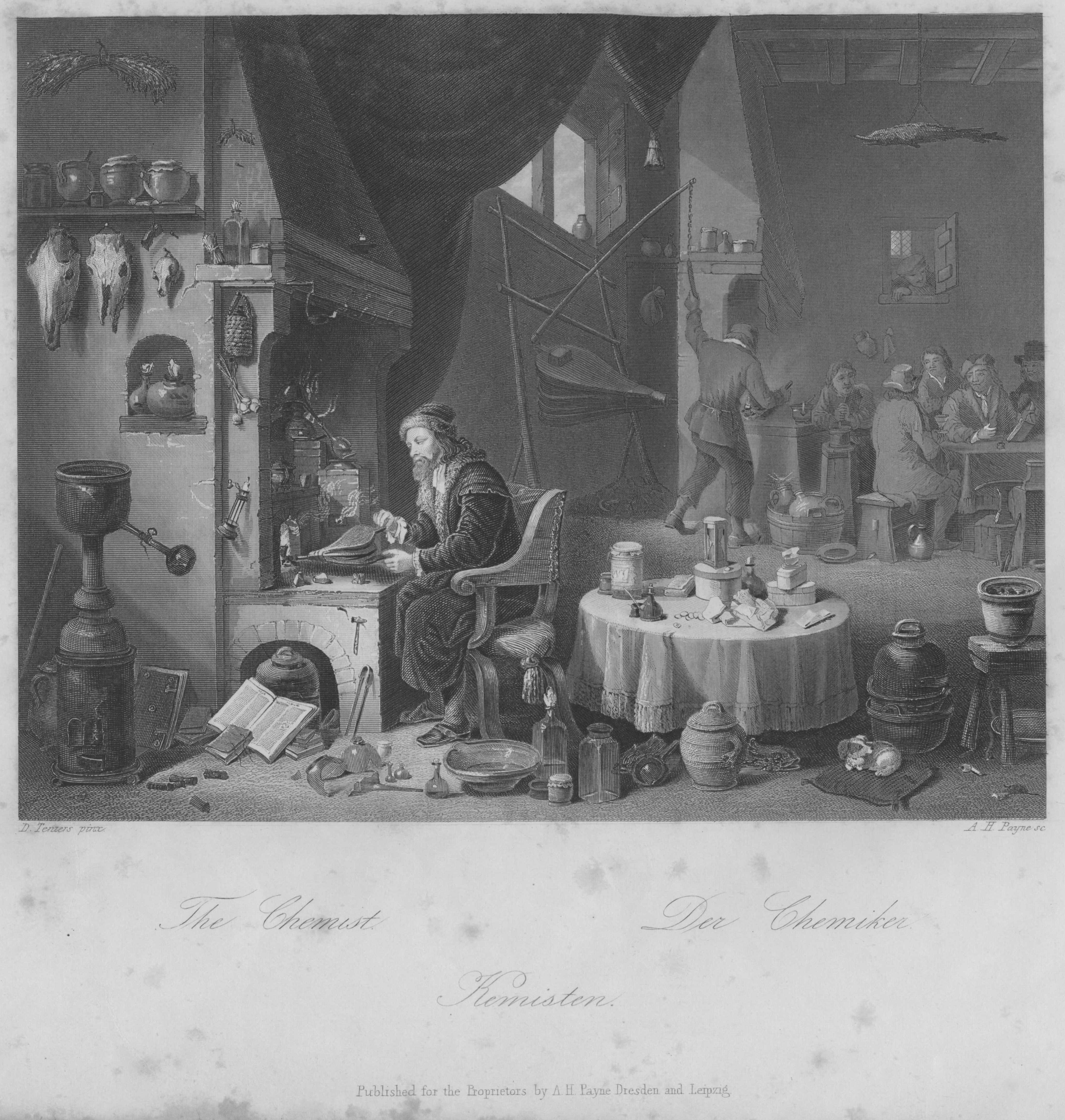
Albert Henry Payne, Alchymista (1845)

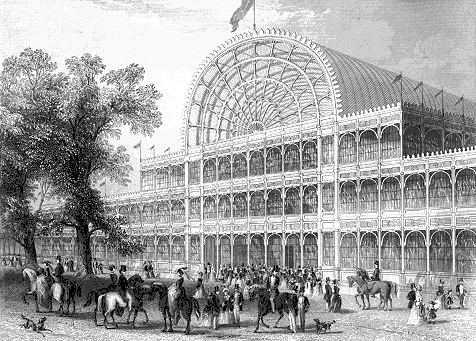
Hlavní vchod Crystal Palace na ocelorytu

## Historie
Limitovaný počet otisků z mědirytové desky vedl k hledání odolnějšího materiálu. Vynález rytiny v tvrdé oceli se připisuje Angličanu Charlesi Heathovi, který ji poprvé použil roku 1820. V 19. století se využívala zejména k tisku knižních ilustrací, protože tvrdost matrice umožňovala téměř neomezený náklad. Nejjemnější práce touto technikou vytvořili angličtí grafici v obsáhlých cestopisech. Ze starých tisků jsou ceněny zejména městské veduty, počátky techniky a dobová móda. Z českých grafiků užíval oceloryt např. Jiří Švengsbír.

## Postup
Rytina se provádí mědiryteckými rydly do nezakalené ocelové desky. Před tiskem se ocel ztvrdí zakalením. Pro tisk cenin prostřednictvím ocelorytiny byly vyvinuty důmyslné rycí stroje – čárkovací stroje, stroje ke zhotovení paprsků, „gilošírky“, „reliéfky“ aj. Gilošírky sloužily k vytvoření tzv. gilošů, komplikovaných lineárních ornamentů, které jsou známé např. z bankovek. Reliéfky dokázaly převést reliéfní předlohu medailí nebo mincí do paralelní čárové struktury, která vyjádřila jejich tvar. Čárkovací stroj vytvořil uniformní plochy s pravidelným nebo postupně se měnícím rozložením linek.
Oceloryt je možné vytvořit i mokrým postupem - zaleptáním do desky změkčené vyhřátím. Poté se deska opět zakalí. Podobného výsledku jako v technice ocelorytu je možno dosáhnout i z měděné desky zpracované rytím, leptem nebo suchou jehlou, která se před tiskem poocelí. Pro oceloryt je typická jemná a ostrá linie, která umožňuje i práci na velmi malých formátech (poštovní známky, kolky). Tiskne se silným kolmým tlakem v lisu.

### Strojový tisk
Poštovní známka se vyryje podle předlohy do nahřáté a nekalené ocelové destičky ve skutečné velikosti. Po zakalení se matrice vloží do lisu a přenese (přetlačí) na obvod válce z nekalené oceli – tzv. moletu (patrici). Po zakalení patrice se z ní rytina přenese na plotnu z nekalené oceli pomocí speciálního moletovacího stroje, který ji rozmnoží do tvaru budoucích aršíků. Ocelová deska se pak ohne do tvaru půlválce, jehož poloměr přesně odpovídá poloměru rotačního válce. Takto se zhotoví dva půlválce, které se po dalším opracování zakalí a upnou na ocelový válec do stroje. Z něj se tiskne na nekonečný pás papíru.